# Ка-50
Ка-50 (изделие «800», по кодификации НАТО — Hokum A, известен под именем «Чёрная акула», а на Западе — как «Оборотень» [англ. Werewolf] и «Обманщик» [англ. Hokum]) — советский/российский одноместный ударный вертолёт, предназначенный для поражения боевой техники, огневых точек и живой силы противника на поле боя.
В связи с отсутствием второго члена экипажа вертолёта, отвечающего за поиск целей и наведение комплекса управляемого вооружения, предполагалось использовать отличную от традиционной тактику боя, при которой Ка-50 получал внешнее целеуказание от вертолёта-разведчика.
В качестве такого разведывательного вертолёта-целеуказателя сначала предполагалось использовать разрабатывавшийся в тот же период вертолёт В-60 (впоследствии получивший обозначение Ка-60 «Касатка»). Однако, в связи с практически полной остановкой программы по его созданию в начале 1990-х годов, ОКБ «Камов» переносит комплекс разведки и целеуказания на новую разработку — двухместный Ка-52, который, кроме выполнения задач «командирской» машины, предусматривалось использовать в качестве ударного вертолёта, способного вести самостоятельные боевые действия, в том числе ночью и при сложных метеоусловиях.
При этом в 1990-е годы разрабатывались также проекты беспилотных вертолётов-разведчиков: Ка-37 и Ка-137.
Тактика боевого применения Ка-50 заключается в его барражировании, находясь в зоне ожидания, до поступления информации по закрытому каналу телекодовой связи. Информационное поле кабины Ка-50 выдаёт сведения о местонахождении вертолёта, рельефе местности и координатах цели. Вывод на цель осуществляется с точностью в несколько метров. Вертолёт наносит удары и сразу уходит из возможной зоны поражения средствами ПВО.
Вертолёт Ка-50, разработанный ОКБ «Камов» под руководством главного конструктора Сергея Викторовича Михеева, был принят на вооружение в 1995 году.
Серийное производство прекращено с января 2009 года, в дальнейшем производится только его обновлённая модификация Ка-52.

## История создания

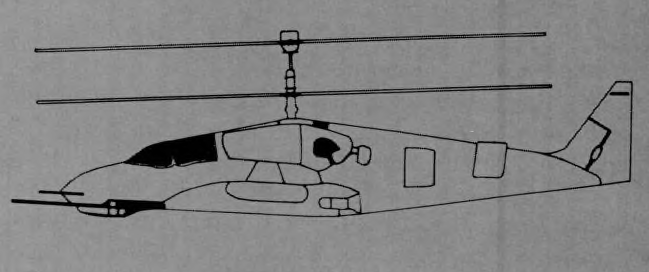
Внешний вид и лётные характеристики Ка-50 долгое время оставались загадкой для США и западных стран, вертолёт был известен западным экспертам только в виде эскизов на основе имеющихся разведданных наподобие представленного

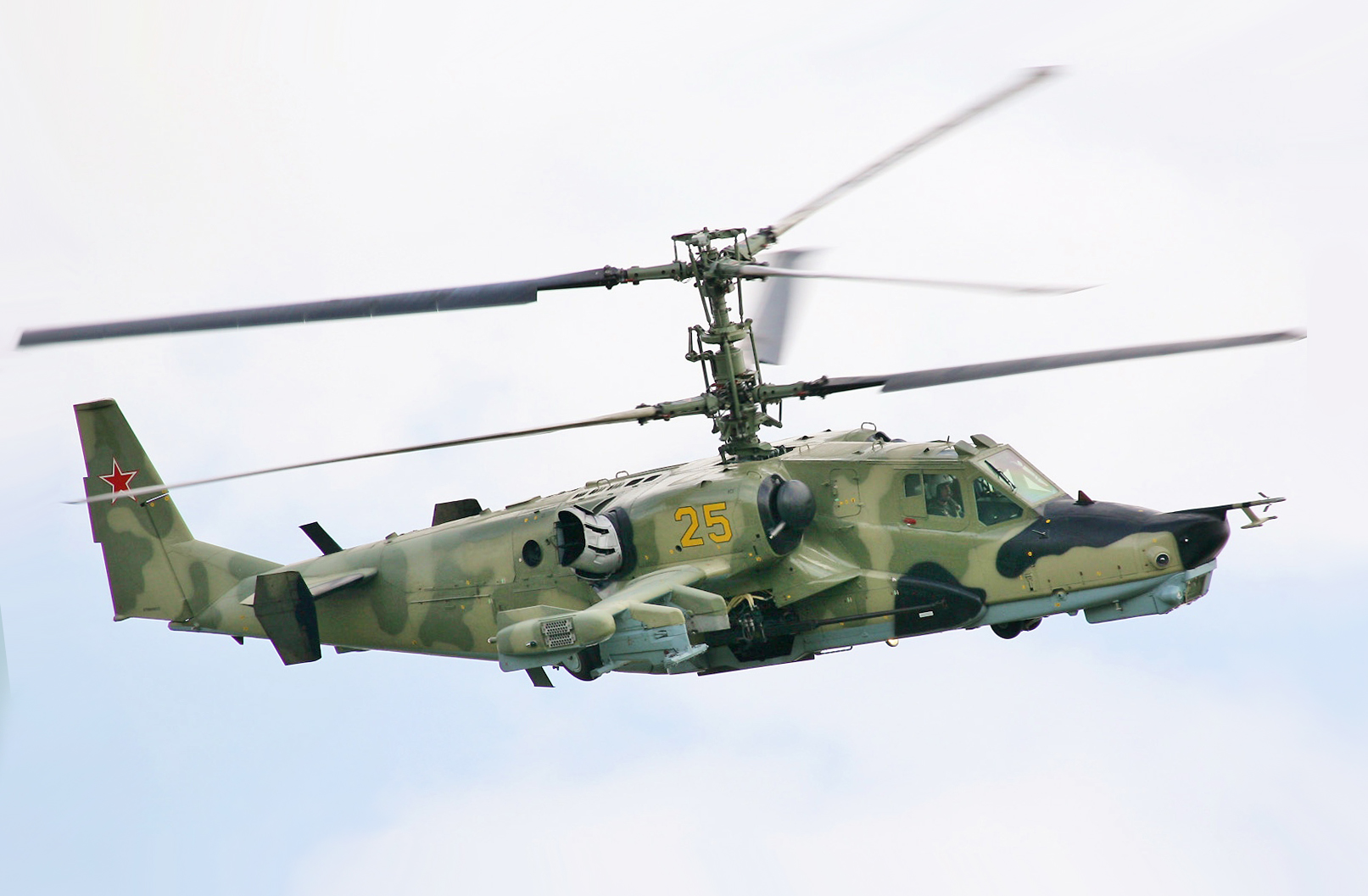
В-80 бортовой № 015 (5-й лётный экземпляр), так называемый «эталон». Получил бортовой № 25 после передачи его Минобороны России в 1999 году

Постановлением Совета Министров СССР от 16 декабря 1976 года было поручено начать разработку перспективного ударного вертолёта, предназначенного для уничтожения бронетехники на поле боя. Потребность в разработке новой машины вместо действующего в войсках Ми-24 была вызвана отчасти недостаточной боевой эффективностью последнего, а отчасти разработкой и испытанием в США нового ударного вертолёта AH-64. Разработка облика нового ударного вертолёта была поручена, на конкурсной основе, ОКБ им. Миля и ОКБ «Камов» (в настоящее время «Фирма Камов»).
ОКБ «Камов», длительное время создававшее морские вертолёты, решило не повторять путь заокеанских коллег, а разработать принципиально новую концепцию вертолёта поля боя. Под руководством главного конструктора С. В. Михеева прототип боевого вертолёта, названный В-80 (изделие 800), получил традиционную для морских вертолётов ОКБ «Камов», но впервые применённую на сухопутных боевых машинах соосную схему расположения несущих винтов. Выбор соосной схемы определился более высокой тяговооружённостью машины, обусловленной отсутствием потери мощности силовой установки на привод рулевого винта (преимущество порядка 10—15 % тяги), что в свою очередь обеспечивает высокую скороподъёмность и больший статический потолок. Меньший диаметр основных винтов определяет меньшую линейную скорость законцовок лопастей, что в свою очередь уменьшает волновое сопротивление и позволяет увеличить скорость движения аппарата в целом. Упразднение трансмиссии рулевого винта, с одной стороны уменьшило вес машины, с другой же стороны, исчезли механизмы, повреждение которых в боевых условиях сказалось бы на живучести и эффективности вертолёта.
Второй особенностью В-80 стало сокращение экипажа до одного человека. Отказ от оператора вооружения стал возможен благодаря применению новых разработок отечественного ВПК в области прицельно-навигационных комплексов, обеспечивающих значительную автоматизацию операций по пилотированию летательного аппарата и применению бортового вооружения. Одноместная компоновка вертолёта позволила не только сократить вес необходимой брони и уменьшить габариты (а следовательно, и поражаемую площадь машины), но и сократить расходы на обучение персонала в мирное время, а также уменьшить человеческие потери в военное.
Интересным новшеством, впервые применённым в вертолётостроении, стало оборудование кабины системой спасения лётчика при помощи катапультного кресла.
После защиты эскизного проекта и макета в мае 1981 года был построен первый лётный экземпляр (бортовой № 010), совершивший под управлением лётчика-испытателя Н. П. Бездетнова свой первый полёт 17 июня 1982 года. Данная машина была предназначена для проведения лётных испытаний и не располагала как многими системами, так и штатными двигателями. Второй лётный экземпляр (бортовой № 011), поднявшийся в воздух 16 августа 1983 года, был оборудован всеми основными штатными устройствами и предназначался для отработки вооружения и авиационного оборудования.
В октябре 1983 года состоялось совещание с участием Министерства обороны и представителей авиационной промышленности. Целью совещания являлись сравнение и выбор между В-80 и Ми-28 (конкурсное предложение ОКБ им. Миля). Большинство участников высказалось за выбор В-80 как машины, имеющей лучшие лётно-технические характеристики и обладающей лучшим соотношением цена/качество. Проведённые в 1984 году сравнительные испытания, включающие в себя 27 испытательных полётов, показали превосходство В-80 над Ми-28. На основании проведённых испытаний в октябре 1984 года был подписан приказ министра авиационной промышленности о подготовке серийного производства камовской машины.
3 апреля 1985 года, во время исследований предельных режимов полёта, в результате превышения лётчиком допустимой отрицательной перегрузки произошёл перехлёст лопастей и вертолёт (бортовой № 010) потерпел крушение. Пилотировавший вертолёт лётчик-испытатель Герой Советского Союза Евгений Иванович Ларюшин, пытаясь спасти машину, погиб.
Для предотвращения в дальнейшем подобных аварий было увеличено расстояние между несущими винтами и установлена система, затрудняющая управление при опасном сближении лопастей. Для продолжения лётных испытаний в декабре 1985 года был создан третий экземпляр В-80 (бортовой № 012).
В сентябре 1985 года состоялся второй этап сравнительных испытаний В-80 и Ми-28, по результатам которого комиссия Министерства обороны выдала окончательное заключение о выборе В-80 в качестве серийного ударного вертолёта.
В сентябре 1991 года машину показали на авиакосмическом салоне в Фарнборо под Лондоном.
С 1990 по 1993 год В-80, получивший новое обозначение Ка-50, прошёл два этапа государственных испытаний. А с ноября 1993 года начались войсковые испытания машины с целью отработки тактики её боевого применения. После доводки серийной машины до должного технического уровня, 28 августа 1995 года вертолёт Ка-50 указом Президента Российской Федерации был принят на вооружение. Однако из-за финансовых затруднений удалось построить только 10 серийных машин.
31 июля 1997, во время публичной демонстрации Ка-50 лётчиком-испытателем В. А. Лавровым для иностранной военной делегации, при выполнении «горки» произошла потеря пространственной ориентации пилотом, следствием чего стал выход вертолёта на угол тангажа 90°, с последующим опрокидыванием на «спину» и нарастающим темпом увеличения угловой скорости до 180 °/с, в результате чего произошло соударение лопастей несущих винтов с разрушением их законцовок. Вертолёт выполнил непреднамеренную «мёртвую петлю», однако несмотря на повреждения, лётчику удалось благополучно посадить машину (Заслуженный лётчик-испытатель Российской Федерации В. А. Лавров погибнет 15 сентября 2002 года, пилотируя вертолёт Ка-26).
17 июня 1998 года, выполняя полёт в рамках программы подготовки к демонстрационным полётам, погиб пилот вертолёта Борис Алексеевич Воробьёв. Как установила расследовавшая катастрофу комиссия, причиной происшествия стало пилотирование вертолёта за пределами предусмотренных «Руководством по лётной эксплуатации» ограничений (допускаются полёты с углами крена до 70°, углами тангажа до 60°, и угловыми скоростями по всем осям до 60 °/с). В роковом полёте на 30-й минуте, на высоте около 50 м и скорости менее 60 км/ч, в процессе интенсивного изменения крена на 116° и энергичного снижения с большим углом пикирования произошло соударение лопастей несущих винтов и вертолёт потерпел крушение. Герой России Борис Алексеевич Воробьёв, не успев воспользоваться системой спасения, погиб.

С 28 декабря 2000 года по 14 февраля 2001 года два вертолёта Ка-50 в составе боевой ударной группы (БУГ) приняли участие в боевых действиях на территории Чеченской Республики. Несмотря на поставленные высокие оценки, БУГ была расформирована, а Министерство обороны, по неназванным причинам, отдало предпочтение финансированию и закупкам модификаций Ми-28, а для комплектации специальных армейских подразделений предполагалось заказать не более нескольких десятков модификаций Ка-50 (2006 год). По состоянию на 2006 год было выпущено всего (включая испытательные машины) 15 вертолётов. По словам гендиректора ААК «Прогресс» Юрия Денисенко, в 2008 году на предприятии были изготовлены три «Чёрных акулы», одну из которых передали в состав 344-го центра боевого применения и переучивания лётного состава армейской авиации (344 ЦБП и ПЛС АА). Также, по его словам, по состоянию на начало 2009 года: 
В настоящее время на предприятии находятся два вертолёта Ка-50, которые уже завершили цикл лётных испытаний и в 2009 году будут переданы Минобороны. Новых заказов на поставку Ка-50 нет, и производиться теперь будут только Ка-52.
В 2005 году начальник российского Генерального штаба генерал армии Юрий Балуевский заявил, что вертолёты Ка-50 и Ка-52 необходимы для подразделений спецназа. Хотя при этом основным боевым вертолётом будет Ми-28Н «Ночной охотник».

## Конструкция
Ка-50 — двухдвигательный одноместный вертолёт с соосным расположением несущих винтов. Вертолёт оснащён прямым крылом относительно большого удлинения и развитым вертикальным и горизонтальным оперением.

### Фюзеляж
Фюзеляж вертолёта самолётного типа, выполненный с широким применением композитных материалов и алюминиевых сплавов.
Композиционные материалы составляют до 30 % от общей массы конструкции. Столь широкое применение полимерных композиционных материалов позволило по сравнению с металлическими аналогами снизить массу отдельных элементов конструкции на 20—30 %, повысить надёжность и живучесть вертолёта, увеличить ресурс работы отдельных агрегатов планера в 2—2,5 раза, снизить трудоёмкость изготовления сложных элементов конструкции в 1,5—3 раза (за счёт уменьшения количества деталей, сокращения цикла клепально-сборочных работ), снизить трудоёмкость плановых работ в 2 раза.
Фюзеляж разделён технологическими разъёмами на переднюю, заднюю и хвостовую части. Продольный силовой набор корпуса представлен лонжеронами и стрингерами, поперечный образован шпангоутами. Внешние обводы корпуса, представляющие собой трёхслойные композитные панели из металлического каркаса и сотового заполнителя, которые крепятся на силовой набор. Доступ к устройствам и механизмам происходит не через обычные в авиации узкие люки и горловины, а через широкие откидывающиеся панели.
В передней части фюзеляжа располагается кабина пилота и носовой отсек с обзорно-поисковой аппаратурой и аппаратурой наведения «Шквал-В», а также ниша переднего шасси. Герметизированная кабина пилота сильно бронирована и обеспечивает защиту от бронебойных пуль калибром до 12,7 мм и осколков снарядов калибром до 23 мм. Броня, образованная разнесёнными стальными и алюминиевыми листами общей массой 350 кг,
введена в силовую конструкцию корпуса.
Остекление кабины выполнено отчасти из прозрачной брони (переднее и боковые окна), а отчасти из оргстекла (верхнее окно, а также окна двери и правой створки фонаря). Расположенная по левому борту дверь кабины и правая створка фонаря, оборудованы пиропатронами для аварийного сброса. Для аварийного покидания вертолёта возможно ручное открытие правого и верхнего окна.
Для обзора задней полусферы, на машинах начиная с четвёртого опытного экземпляра (бортовой № 014) предусмотрено зеркало над верхним окном (на более современных экземплярах устанавливаются два отдельных зеркала).
В задней части фюзеляжа расположены два патронных ящика для пушки, топливные баки, электронная аппаратура различного назначения, кронштейны для крепления двигателей, главного и промежуточных редукторов, гидросистема и элементы рулевой системы, под двигателями установлены крылья вертолёта. К нижней части фюзеляжа крепятся основные стойки шасси, а с правого борта, в районе центра масс вертолёта, смонтирована пушечная установка. Все системы и агрегаты расположены таким образом, чтобы наименее важные устройства прикрывали собой наиболее критические.
Хвостовая часть фюзеляжа выполнена заодно с килем. В ней размещены блоки радиоэлектронного оборудования.

### Крыло
Крыло размахом 7,34 м прямое со стреловидностью по задней кромке, обеспечивает разгрузку несущих винтов при больших скоростях полёта.
На крыльях расположены четыре узла внешней подвески вооружения, общей массой до 2000 кг, или топливных баков. Для обеспечения автономности эксплуатации вертолёта и ускорения наземного обслуживания, узлы подвески вооружения оборудованы ручными лебёдками для самостоятельной подвески грузов массой до 500 кг. На законцовках крыла размещаются устройства выброса пассивных помех УВ-26.

### Оперение
Оперение включает стабилизатор, киль, руль направления большой площади с аэродинамической компенсацией и два боковых киля.

### Шасси
Шасси вертолёта трёхстоечное, убирающееся в полёте. Передняя опора с двумя колёсами 400 × 150 мм, самоориентирующаяся с демпфером шимми, убирается в нишу в носовой части фюзеляжа. Основные опоры (колея 2600 мм), снабжённые тормозными колёсами 700 × 250 мм, прижимаются к боку задней части фюзеляжа. База шасси 4910 мм.
Шасси оборудованы демпферами колебаний типа «земной резонанс», способны безопасно ломаться при превышении предела перегрузки. В случае невозможности выпустить шасси вертолёт может совершить аварийную посадку «на брюхо». В последнем случае безопасность пилота обеспечивается сминаемым сотовым наполнителем под креслом, а крыло большого удлинения предохраняет вертолёт от опрокидывания.

### Силовая установка
Вертолёт оборудован двумя газотурбинными, турбовальными со свободной турбиной, двигателями ТВ3-117ВМА мощностью 2203 л. с. каждый.
Двигатели расположены в двух мотогондолах и разнесены по бокам фюзеляжа. Мощности обоих двигателей синхронизированы. Каждый двигатель имеет автономную масляную систему, обеспечивающую смазку и отвод тепла от подшипников всех опор, приводов и зубчатых передач двигателей. Конструкция силовой установки обеспечивает аварийную работу двигателей в течение 30 минут после полной потери масла в боевых условиях.
Для предотвращения попадания пыли двигатели оборудованы пылезащитными устройствами центробежного типа. Могут также устанавливаться экранно-выхлопные устройства, смешивающие выхлопные газы с атмосферным воздухом и снижающие заметность вертолёта в инфракрасном спектре. Для запуска двигателей на борту имеется вспомогательная силовая установка (ВСУ) АИ-9В.
Отсеки основных двигателей и двигателя вспомогательной силовой установки отделены от смежных отсеков противопожарными перегородками.

### Трансмиссия
Трансмиссия вертолёта состоит из одного главного и двух промежуточных редукторов, обеспечивающих передачу мощности от силовой установки с изменением частоты вращения.
Для полёта на одном работающем двигателе или в режиме авторотации в главном редукторе предусмотрены муфты свободного хода, посредством которых один или оба двигателя отключаются от главного редуктора.

### Несущая система
Несущая система вертолёта выполнена по соосной схеме. Данная система состоит из двух втулок(верхняя и нижняя) несущего винта, на каждой из которой имеется 3 рукава крепления лопастей диаметром 14,45 м.
Лопасти соединяются с рукавами при помощи бесшарнирных втулок и торсионов. Втулки колонки несущего винта установлены на вал главного редуктора. Управление ориентацией лопастей осуществляется при помощи верхнего и нижнего автоматов перекоса.
Верхний винт вращается по часовой стрелке (вид сверху), нижний — против.
Разработанные в ЦАГИ стеклоуглепластиковые, прямоугольные в плане (хорда 0,53 м) лопасти, состоят из пустотелого лонжерона переменной кривизны соединённого с хвостовой секцией, обшивка и торцевые нервюры которой выполнены из оргалита. Законцовки лопастей стреловидные.
Лопасти сохраняют работоспособность при многочисленных поражениях снарядами калибра до 20 мм, оборудованы пиротехническими устройствами для отстрела при катапультировании.

### Топливная система
Топливная система представлена двумя основными, мягкими (изготовленными из керосиностойкой резины и ткани), фюзеляжными топливными баками (являются расходными), а также может быть дополнена четырьмя подвесными баками для перегоночных полётов.
Передний основной бак находится позади кабины пилота, задний — перед хвостовой частью.
Из переднего бака топливо подаётся в левый двигатель, из заднего — в правый двигатель и ВСУ, оба бака закольцованы. В случае отказа одного из двигателей во второй подаётся топливо из обоих баков, а при отказе насосов подкачки в одном из баков в оба двигателя поступает топливо из второго основного бака.
Подвесные топливные баки подвешиваются на крыльевые балочные держатели и соединяются с основными баками трубопроводами: левые — с задним, правые — с передним. Пополнение основных баков из подвесных происходит по мере расхода топлива.
Днища и стенки основных баков протектированы (стенки частично — на ⅔). Для предотвращения взрыва и пожара при поражении основные баки заполнены ячеистым пенополиуретаном.

### Гидравлическая система
Гидравлическая система Ка-50 разделена на две независимые системы — общую и основную, приводимые в действие двумя насосами:
- общая гидросистема обеспечивает наведение пушки, штатные выпуск-уборку шасси, подачу рабочей жидкости в тормозные камеры колёс основных опор, и в случае выхода из строя основной гидросистемы — обеспечивает работу блока рулевых приводов;
- основная гидросистема приводит в действие блок рулевых приводов, а при отказе общей гидросистемы — обеспечивает аварийный выпуск шасси.

Гидронасосы обеих систем работают при вращении винтов как на моторном режиме, так и на режиме авторотации, причём гидронасос первой системы — ещё и при включённой бортовой ВСУ.

### Система управления
Система управления вертолётом включает системы продольного, поперечного, путевого управления и управления общим шагом винтов.
В системе управления установлены триммерные механизмы, а также имеется устройство, увеличивающее нагрузку на рычаги управления при опасном сближении лопастей несущих винтов. Тяги системы управления выполнены из алюминиевых труб.

### Электросистема
Электросистема вертолёта включает в себя 2 генератора переменного тока, выпрямитель и резервные аккумуляторные батареи. Генераторы вырабатывают трёхфазный переменный ток напряжением 115 В и частотой 400 Гц. Генераторы приводятся во вращение двигателями вертолёта или турбоприводом от ВСУ.
Электронные устройства снабжаются постоянным током напряжением 27 В.
Электроснабжение вертолёта может осуществляться и от наземного источника переменного тока 115 В / 400 Гц.

### Противообледенительная система
Лопасти несущих винтов, лобовое стекло, а также датчики углов атаки и скольжения, часы, визуальный указатель обледенения обогреваются электрической противообледенительной системой.
Воздухозаборники и пылезащитные устройства обогреваются потоком тёплого воздуха, отбираемого за компрессорами основных двигателей.
Кроме того, лобовое стекло кабины и защитное стекло комплекса «Шквал-В» оборудованы системами омывания и стеклоочистителями.
Наличие и толщина льда определяется визуально, как днём, так и ночью, по рискам указателя, установленного на панели носового отсека.

### Кислородная система, система кондиционирования и вентиляции
Воздух, отбираемый от двигателей, используется для вентиляции и поддержания избыточного давления в кабине. Эта же система поддерживает необходимую температуру в кабине и аккумуляторном отсеке, а также обдувает окна.
Для работы на больших высотах до 6 км предусмотрено легкосъёмное кислородное оборудование ККО-ВК-ЛП (ёмкость баллона кислородного питания — 2 л, продолжительность использования — 1,5 ч). В случае необходимости используется лётный противогаз. Для охлаждения аппаратуры используется забортный воздух.

### Система спасения экипажа

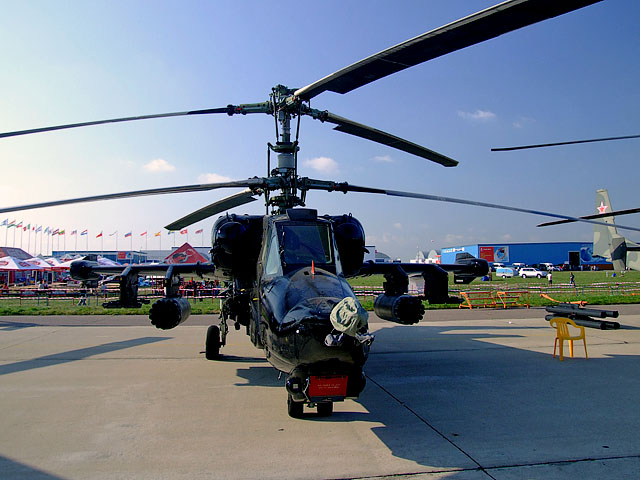
Ка-50 на МАКС-2007

Система спасения экипажа основана на ракетно-парашютной системе К-37-800 производства НПП «Звезда». При получении команды на катапультирование происходит отстрел лопастей несущих винтов и отстрел верхней части фонаря кабины, после чего приводится в действие реактивная система, которая за фал вытягивает спинку кресла с пристёгнутым пилотом. После выключения реактивного двигателя привязные ремни автоматически перерезаются и спинка кресла отделяется от пилота, вытягивая парашют. Данная система обеспечивает спасение экипажа в диапазоне скоростей от 0 до 400 км/ч и высот от 0 до 4000 метров.
Поскольку отстреленные лопасти могут представлять опасность для близкорасположенной союзной техники, а также учитывая возросший боевой потенциал вертолёта, высказываются предложения об изменении тактики боевого применения ударных вертолётов.
Лётчик, помимо катапультирования, может покинуть вертолёт с помощью парашюта.

### Система транспортировки грузов
Система предназначена для расширения транспортных возможностей вертолёта в условиях автономного базирования. Вертолёт может перевозить до 3 т грузов на внешней подвеске. Силовая часть подвески смонтирована в нише под средним отсеком фюзеляжа справа от оси симметрии вертолёта. В систему внешней подвески включён трос длиной 20 м.

### Системы навигации, пилотирования, наведения и управления вооружением, связи

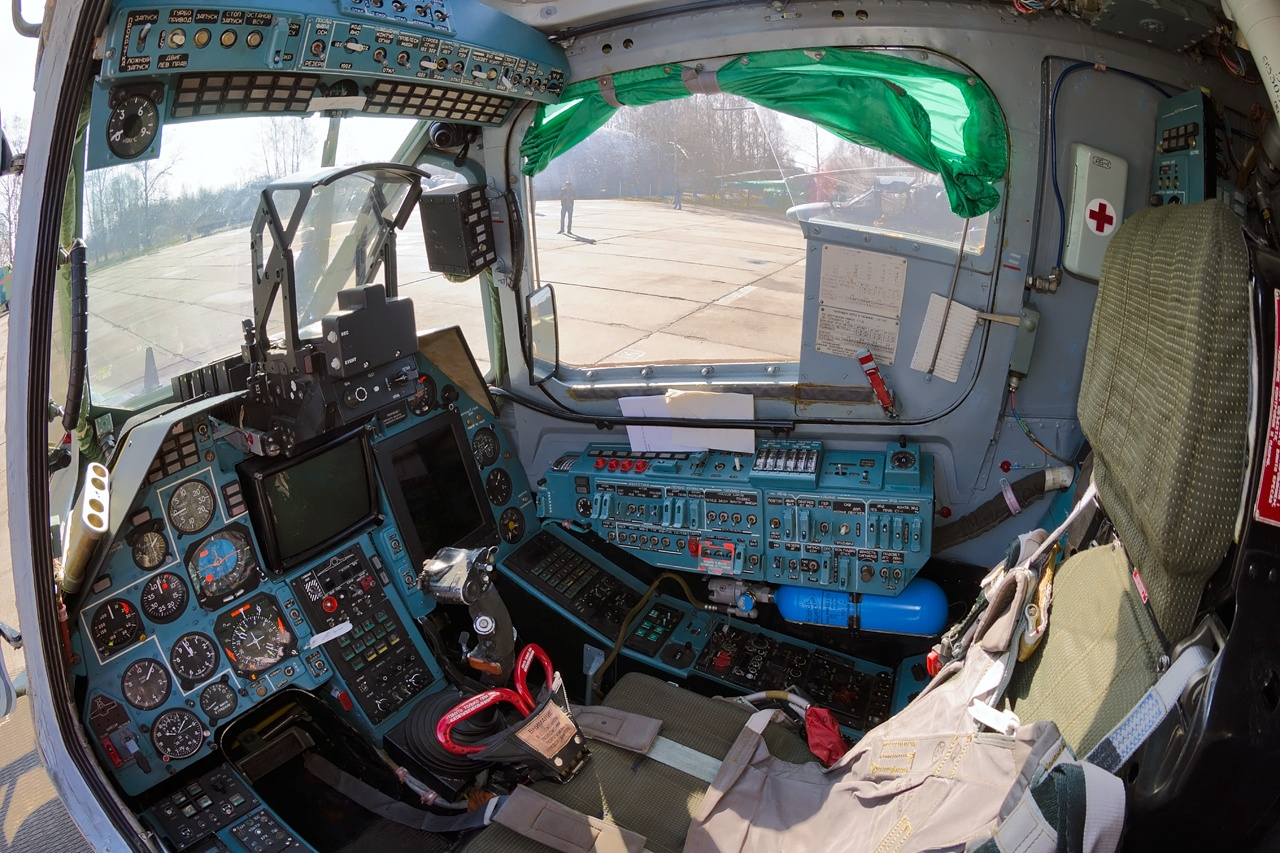
Кабина серийного Ка-50 (бортовой № 28, заводской № 3538054903005), выпуска 2009 г.
На приборной доске под индикатором на лобовом стекле ИЛС-31 — экран телевизионного индикатора ИТ-23МВ, справа от него — экран навигационной системы АБРИС, установленной вместо автоматического планшета ПА-4-3

Основу электронной системы вертолёта составляет прицельно-пилотажно-навигационный комплекс ПрПНК-80 «Рубикон» (К-041). Комплекс обеспечивает определение координат вертолёта, его скорости и курса. В память комплекса закладывается информация о координатах аэродромов, поворотных точек маршрута, целей и ориентиров. Комплекс «Рубикон» осуществляет автоматизированный самоконтроль без применения наземного оборудования и определяет отказы (вплоть до подсистемы, а в наиболее важных системах — до блока). Основу комплекса составляет цифровая вычислительная система, включающая пять бортовых цифровых вычислительных машин (БЦВМ):
- четыре ЦВМ 20-751 (модификация серии БЦВМ второго поколения «Орбита-20») — боевую и навигационную (дублирующие друг друга в случае отказа одной из них), системы отображения информации и системы внешнего целеуказания;
- одну ЦВМ 80-30201 (имеет встроенное устройство ввода-вывода) — системы управления оружием.

Также в состав цифровой вычислительной системы комплекса «Рубикон» входит устройство ввода-вывода УВВ 20М-800.
Пилотажно-навигационный комплекс ПНК-800 «Радиан» является функциональной подсистемой комплекса ПрПНК-80 «Рубикон», обеспечивает автоматизированное пилотирование и воздушную навигацию при взаимодействии с другими системами комплекса. В память цифровой вычислительной системы может быть введена информация о координатах двух аэродромов, шести промежуточных пунктах маршрута, десяти оперативных целей и четырёх ориентиров.
В состав комплекса входят:
- автопилот пилотажно-навигационного комплекса;
- информационный комплекс вертикали и курса Ц-061К, который определяет положение вертолёта в пространстве, направление полёта, измеряет составляющие ускорения и вычисляет по ним скорость;
- информационный комплекс высотно-скоростных параметров ИКВСП-В1-2, имеющий в своём составе приёмник воздушного давления, вариометр и вычислитель;
- автоматический планшет ПА-4-3, представляющий собой систему отображения положения вертолёта с помощью светового индекса на подвижной полётной карте (ленточная карта в виде рулона из 26 кадров масштаба 1:100 000, 1:500 000 или 1:1 000 000, перемещается в окне планшета в направлении «север — юг»);
- доплеровский измеритель скорости и сноса ДИСС-32-28, представляющий собой автономную радиолокационную аппаратуру для непрерывного измерения 3 составляющих путевой скорости и угла сноса вертолёта;
- магнитный компас КИ-13.

В аппаратуру вертолётовождения входит радиовысотомер А-036А, который служит для измерения истинной высоты полёта над любой поверхностью в диапазоне от 0 до 300 м, а также радиокомпас АРК-22.
Для наведения управляемого вооружения используется прицельный комплекс И-251В «Шквал-В» — вертолётная модификация авиационного прицельного комплекса «Шквал», который представляет собой телевизионную аппаратуру, сопряжённую с лазерным дальномером-целеуказателем и аппаратурой наведения управляемых ракет по лазерному лучу. Комплекс снабжён системой стабилизации поля зрения и устройством автоматического сопровождения цели, основанным на принципе запоминания визуального образа цели.
Телевизионная аппаратура комплекса имеет широкое и узкое поля зрения, углы отклонения линии визирования: по азимуту ±35°, по углу места от +15° до −80°. Комплекс также выполняет функцию обзорно-поисковой системы. После распознавания цели и её захвата сопровождение цели осуществляется автоматически. Система отображения информации представляет собой электронно-лучевой телевизионный индикатор ИТ-23МВ, предназначенный для воспроизведения монохромного изображения, передаваемого телевизионной системой комплекса И-251В «Шквал-В».
Нашлемная система целеуказания «Обзор-800», фиксируя повороты головы пилота, выдаёт команды по предварительному целеуказанию комплексу «Шквал-В» и головкам самонаведения ракет «воздух-воздух». Целеуказание осуществляется поворотом головы лётчика в пределах ±60° по горизонтали и −20°...+45° по вертикали.
Непосредственным управлением вооружением занимается система управления оружием «СУО-800М», которая в том числе и выдаёт пилоту сигналы о готовности оружия.
Для отображения боевой, навигационной и пилотажной информации на телевизионном индикаторе ИТ-23МВ и индикаторе на лобовом стекле ИЛС-31 используется система «Ранет».
Вертолёт оснащён системой аварийной и уведомляющей сигнализации (САС), а также системой встроенного контроля и предупреждения «Экран», осуществляющими постоянную диагностику систем и агрегатов машины, предполётный и полётный контроль, и выдающими соответствующие сигналы в случае отказов на уведомляющие светосигнализаторы САС и на универсальное сигнальное табло системы «Экран». Для регистрации полётных данных за последние 3 часа применяется система «Тестер У3».
Аппаратура связи включает в себя УКВ-радиостанции:
- Р-800Л1 с аппаратурой телекодовой связи, предназначенная для обеспечения как открытой, так и закрытой (по телекодовому каналу) радиосвязи с командно-диспетчерскими и стартовыми командными пунктами, экипажами других летательных аппаратов в воздухе, а также для прослушивания сигналов от радиокомпаса;
- Р-868 для телефонной связи с наземными пунктами управления и другими формированиями сухопутных войск.

В состав радиооборудования вертолёта входит аппаратура речевого оповещения «Алмаз-УП-48», предназначенная для выдачи пилоту 11 речевых сообщений об аварийных ситуациях, и дублирования остальных предупреждающих сигналов в случае отказа системы «Экран».
Вертолёт оборудован самолётным радиолокационным ответчиком аппаратуры определения государственной принадлежности «свой-чужой», а также системой, передающей координаты и состояние вертолёта на базу.
Вертолёт имеет средства пожарной сигнализации и пожаротушения, установленные в отсеках двигателей, ВСУ, гидроагрегатов, а также вентилятора системы охлаждения генераторов и радиаторов системы смазки. Система пожаротушения двухочередная: первая — автоматическая, вторая — ручная (запускаемая вручную, если пожар не ликвидирован автоматической системой).

## Система обороны
Аппаратура бортового комплекса обороны Ка-50 включает в себя:
- аппаратуру лазерной разведки Л-140 «Отклик», предназначенную для обнаружения лазерного облучения вертолёта, и идентификации лазерных средств наведения и дальнометрии противника;
- устройство выброса ложных тепловых целей и дипольных отражателей УВ-26, представляющее собой контейнеры с 26-мм помеховыми патронами, размещённых на законцовках крыла.

## Вооружение
- контейнер с устройством выброса ложных тепловых целей УВ-26 (на законцовке крыла);
- 6 ПТУР «Вихрь» на пусковой установке УПП-800;
- 20 НАР С-8 калибра 80 мм в блоке Б-8В20А;
- 30-мм автоматическая пушка 2А42 в установке НППУ-80

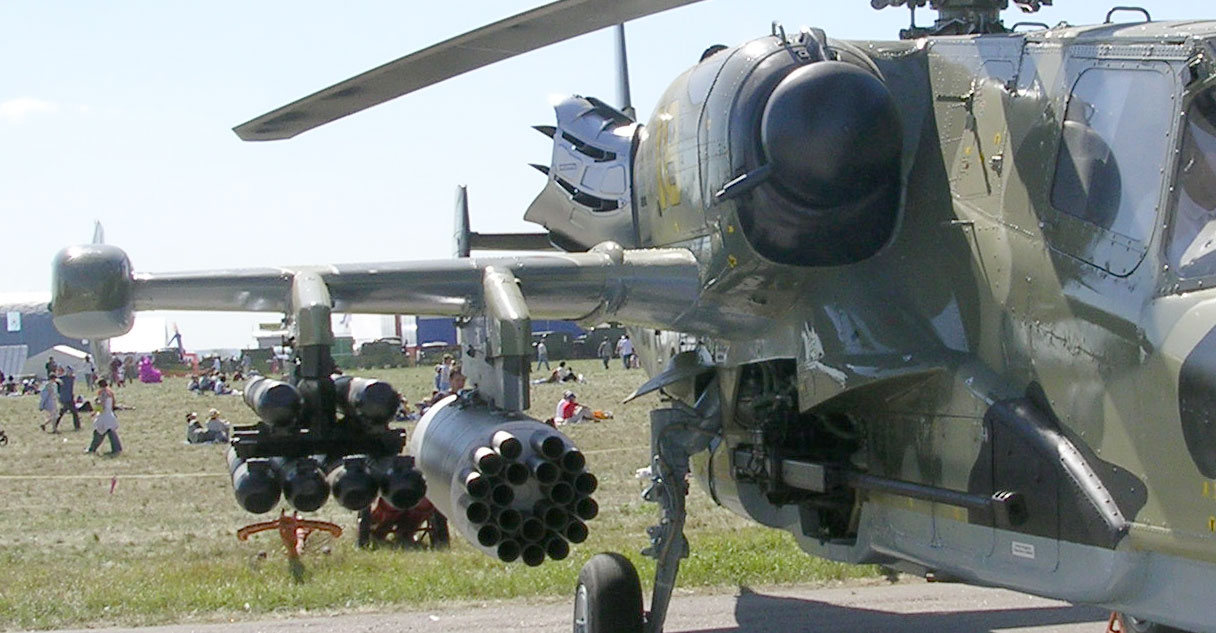
Вооружение Ка-50Ш (бортовой № 18) на МАКС-2005. Слева направо:
- контейнер с устройством выброса ложных тепловых целей УВ-26 (на законцовке крыла);
- 6 ПТУР «Вихрь» на пусковой установке УПП-800;
- 20 НАР С-8 калибра 80 мм в блоке Б-8В20А;
- 30-мм автоматическая пушка 2А42 в установке НППУ-80

Ка-50 способен переносить и применять широкую номенклатуру различного вооружения (в том числе и зарубежные образцы) общей массой до 2800 кг (2000 кг на узлах внешней подвески).

### Пушка
Вертолёт оснащён несъёмной одноствольной автоматической пушкой 2А42 калибра 30 мм. Питание пушки ленточное, селективное. Пилот имеет возможность выбора бронебойных или осколочно-фугасных снарядов, а также темпа стрельбы (550 или 350 выстрелов в минуту). Максимальный боекомплект пушки в двух патронных ящиках составляет 460 выстрелов. Очереди идут с автоматической отсечкой по 20 или 10 выстрелов. Для пушечной установки используется гидравлический следящий привод, который, в отличие от электрического, имеет большее быстродействие и меньший удельный вес, а кроме того, привод отчасти демпфирует колебания оружия при стрельбе и, в связи с малым энергопотреблением, не «сажает» электрическую сеть вертолёта при работе. Патронные ящики установлены в фюзеляже вертолёта, что позволяло вдвое увеличить боекомплект и отказаться от гибких рукавов питания — постоянной причины задержек в стрельбе. Расход снарядов не приводит к изменению центровки вертолёта.
Решение использовать не стандартную авиационную пушку ГШ-301, а более тяжёлую пушку, изначально разработанную В. П. Грязевым для БМП-2, было продиктовано стремлением обеспечить максимальную надёжность стрельбы в условиях сильной запылённости и плохого охлаждения (отсутствие набегающего потока) на низких скоростях и высотах. Пушка размещена в районе центра масс вертолёта, что обеспечивает точность наведения на цель порядка 1—2 мрад (четырёхкратная по сравнению с подвижной пушкой на AH-64A). При нацеливании с помощью комплекса «Шквал-В» пушка способна отклоняться на −2°...+9° по горизонтали и +3°...−37° по вертикали. Ввиду высокой стабильности статического полёта, а также общей подвижности вертолёта, малые углы наведения не вызывают затруднений при прицеливании. При помощи пушки возможно поражение целей на дистанции в четыре километра, то есть без входа в зону ближней ПВО противника.
На крыльевых внутренних держателях внешней подвески вооружения могут подвешиваться 4 контейнера УПК-23-250 с пушками ГШ-23Л калибром 23 мм и общим боезапасом 500 выстрелов.

### Управляемые ракеты
Главным же калибром вертолёта являются противотанковые управляемые ракеты (ПТУР) «Вихрь» разработки Тульского КБ приборостроения, расположенные по шесть штук на двух подвижных устройствах УПП-800, способные поражать сильно укреплённые и бронированные цели на дистанции 8000—10000 м. Для прицеливания по лазерному лучу без изменения высоты полёта возможно отклонение установок на −12° по вертикали.
Идеология комплекса вооружения, что для пушки, что для неуправляемых авиационных ракет (НАР), что для «Вихрей» практически одинакова, разными являются только прицельные марки, которые и служат признаком выбранного оружия, а алгоритм действия лётчика одинаков, поэтому никаких дополнительных сложностей при пуске неуправляемых ракет лётчик не испытывает.
На ночной модификации Ка-50Ш (также как и на Ка-52) предусматривалась возможность подвески управляемых ракет «воздух-земля» Х-25МЛ — на пусковых устройствах АПУ-68-УМ2, и кроме того, ракет «воздух-воздух» малого радиуса действия Р-73 — на пусковых устройствах АПУ-62-1М. Кроме того, на данных вертолётах (Ка-50Ш/52) предусматривалась также подвеска ракет «воздух-воздух» малого радиуса действия «Игла-В» — вертолётной модификации зенитной управляемой ракеты 9М39 переносного зенитного ракетного комплекса 9К38 «Игла» (которые в соответствии со схемой подвески вооружения на Ка-50, согласно некоторым источникам конца 1990-х годов, предполагалось подвешивать не на штатных держателях внешней подвески, а на законцовках крыла — в местах установки контейнеров с устройствами выброса пассивных помех УВ-26).

### Неуправляемые ракеты
Неуправляемое ракетное вооружение представлено четырьмя блоками Б-8В20А (двадцать ракет С-8 калибром 80 мм) либо двумя блоками Б-13Л5 (пять ракет С-13 калибром 122 мм). Возможна подвеска НАР С-24.

### Бомбовое вооружение
Вертолёт способен нести широкую номенклатуру бомбового вооружения, как то: фугасные авиабомбы ФАБ-100, -120, -250, -500, разовые бомбовые кассеты РБК-500, -250, зажигательные баки ЗБ-500, контейнеры малогабаритных боеприпасов КМГУ-2.

## Особенности аэродинамики вертолёта

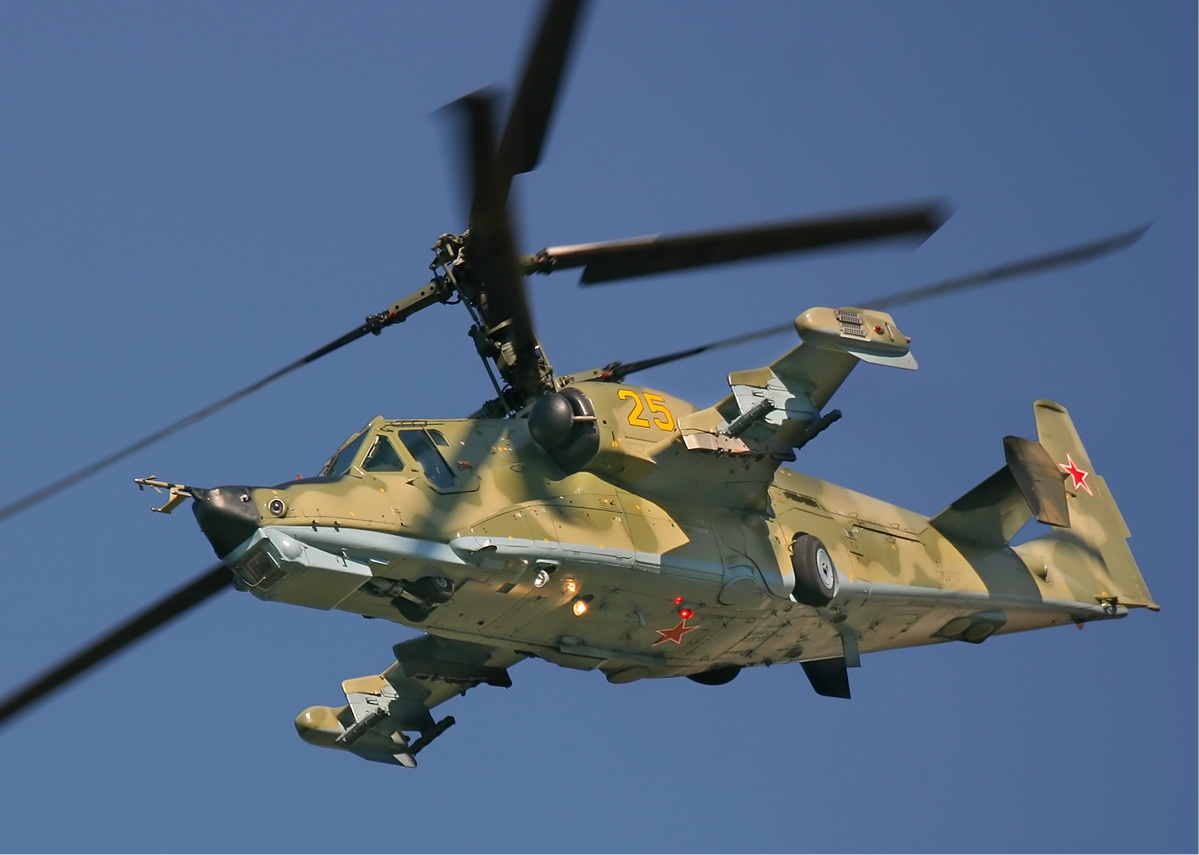
Ка-50 в полёте, МАКС-2005.
В носовой и хвостовой части вертолёта видны ультрафиолетовые пеленгаторы, оставшиеся после испытаний на Ка-50 (бортовой № 25) бортового комплекса обороны «Президент-С» (станции оптико-электронных помех, располагавшиеся в районе основных опор шасси, после испытаний демонтированы)

Высокое аэродинамическое качество фюзеляжа, а также соосное расположение несущих винтов обеспечили Ка-50 лётно-технические характеристики на уровне лучших образцов отечественной и мировой вертолётной промышленности, а по некоторым показателям вертолёт не имеет аналогов.
Максимальная достигнутая скорость на вертолёте Ка-50 составила 390 км/ч, однако максимальная скорость серийных машин ограничена на отметке 315 км/ч. Крейсерская скорость полёта составляет 260 км/ч. Вертолёт способен передвигаться боком со скоростью 80 км/ч и назад со скоростью 90 км/ч. Используя топливо внутренних баков, вертолёт преодолевает расстояние в 520 км. В перегоночном полёте, с использованием четырёх подвесных топливных баков, Ка-50 покрывает расстояние в 1160 км. Статический потолок полёта ограничен отметкой в 4000 м, а динамический — в 5500 м. Максимальная скороподъёмность вертолёта составляет 28 м/с (максимально зафиксированная 30 м/с).
Соосный винт на режиме висения имеет на 13 % больший КПД по сравнению с одиночным винтом того же диаметра. Если же учесть потерю на рулевой винт в традиционной схеме, то относительное увеличение КПД соосного винта составит 20 %.
В режиме полёта соосная схема обеспечивает лучшую устойчивость, при этом даже на максимальной скорости практически отсутствуют вибрации. Кроме того, на управлении благоприятно сказывается наличие руля направления, расположенного в хвосте вертолёта.
Вертолёт отличается небольшими габаритными размерами, во-первых, благодаря отсутствию длинного хвоста с рулевым винтом, во-вторых, из-за небольшого диаметра несущих винтов, которые практически не выходят за габариты вертолёта.

Это благоприятно сказывается на пилотировании вблизи земли, так как уменьшается вероятность опасного сближения винтов Ка-50 с препятствиями.
Руководство по лётной эксплуатации ограничивает максимально допустимую перегрузку 3,5 g, допустимый угол крена в ±70°, угол тангажа в ±60° и угловую скорость по всем осям в ±60 °/с. Среди разрешённых демонстрационных манёвров максимально приближенных к этим допускам относится косая петля, но даже при таком манёвре измеренное минимальное расстояние между лопастями более 40 см.
Ка-50 способен выполнять полную «мёртвую петлю» в 360°, однако данный манёвр представляется слишком опасным для сколь-нибудь частых демонстраций ввиду повышенной вероятности схлёстывания лопастей несущих винтов. При этом косая петля для Ка-50 является штатным манёвром демонстрационных полётов[когда?].
Одно из преимуществ соосной схемы — возможность выполнения ряда манёвров, малодоступных вертолётам с одним несущим винтом. Например, для Ка-50 доступен на больших скоростях полёта элемент «воронка», когда вертолёт, поддерживая отрицательный угол тангажа порядка 30°...35° и сохраняя ориентацию на цель, постоянно маневрирует относительно неё по азимуту, осуществляя боковое скольжение со скоростью 100—180 км/ч, а также элемент «плоский разворот», когда вертолёт на крейсерской скорости меняет угол скольжения, продолжая полёт боком. Симметричность соосной схемы даёт возможность взлетать и садиться с ограниченных площадок при любых направлениях ветра и значительно больших его скоростях.
Отсутствие перекрёстных связей в управлении обеспечивает простое и интуитивное управление вертолётом, что в свою очередь снижает нагрузку на пилота.
Схлёстывание лопастей несущих винтов возможно только при нарушении лётчиком допустимых ограничений и вероятность данного события не выше вероятности столкновения винта одновинтового вертолёта с хвостовой балкой по той же причине.

## Боевое применение
Боевая ударная группа (БУГ) была сформирована 29 ноября 1999 года на основе Боевой экспериментальной группы (БЭГ) 344-го центра боевой подготовки и переучивания лётного состава армейской авиации, созданной в 1995 году, и к середине 1998 года включавшей в себя два Ка-50 (бортовые № 22 и 24; в 1999 году в состав группы вошла машина с бортовым № 25, заменившая потерянный в результате катастрофы «борт № 22»), а также два Ка-29, получивших обозначение Ка-29ВПНЦУ — оснащённые комплексами средств автоматизации и связи (КСАС) для обеспечения навигации, целеуказания и закрытой радиосвязи с другими родами войск, а также экранно-выхлопными устройствами и устройствами выброса ложных тепловых целей. Кроме того, один Ка-29ВПНЦУ (бортовой № 38) был дополнительно оснащён пушечной установкой 2А42, а второй (бортовой № 35) — прицельно-пилотажно-навигационным комплексом «Рубикон». Целью формирования БУГ было исследование боевого применения вертолётного комплекса Ка-50 и испытание установленного на нём нового навигационного оборудования — комплексной авиационной бортовой радиотехнической интегрированной системы АБРИС, сопряжённой с приёмником спутниковой системы навигации, а также тактического использования вертолётного комплекса в боевых условиях, и его взаимодействия с вертолётом внешнего целеуказания. В состав БУГ вошли оба дооборудованных к тому времени Ка-50 (бортовые № 24 и 25), с установленными боковыми бронированными стёклами и дополнительной броневой защитой пола кабины, а также один Ка-29ВПНЦУ (бортовой № 35).
С 28 декабря 2000 года по 14 февраля 2001 года боевая ударная группа в составе обоих Ка-50 совместно с модифицированным вертолётом целеуказания Ка-29ВПНЦУ участвовала в боевых действиях на территории Чеченской Республики. Личный состав БУГ состоял из 8 пилотов и штурманов, 26 специалистов инженерно-технической службы 344 ЦБП и ПЛС АА, а также из 2 представителей Управления армейской авиации Сухопутных войск (в том числе начальника отдела боевой подготовки армейской авиации полковника А. В. Рудых), 9 представителей ОКБ «Камов» и серийных заводов «Прогресс» и КумАПП. Бортовые номера вертолётов в целях безопасности были закрашены. За 45 суток БУГ выполнила несколько десятков полётов. Боевые действия вертолётов Ка-50 каждый раз сопровождали: вертолёт Ка-29ВПНЦУ со штурманом наведения, а также два Ми-24 для прикрытия.
В одном из вылетов 6 января 2001 года Ка-50 с бортовым № 25 поразил цель с предельно малой высоты. В результате законцовка одной из лопастей получила повреждения от разлетевшихся осколков. На аэродроме Ханкала повреждённый участок был отрезан и вертолёт самостоятельно перелетел на аэродром базирования. После чего «борт № 25» три недели ожидал из Торжка запасной комплект лопастей.
Однажды, при уклонении от вертикального препятствия (скалы) пилот вертолёта с бортовым № 24 превысил все расчетные характеристики вертикальной скорости. Зафиксированная приборами скороподъёмность достигла 30 м/с.
Вертолёты Ка-50 выполнили 49 вылетов (№ 24 — 36 вылетов, № 25 — 13), в ходе которых было выполнено более 100 стрельб с использованием НАР (израсходовано 929 ракет), 69 пушечных стрельб (израсходовано около 1600 патронов) и 3 пуска ПТУР «Вихрь» (одиночные пуски: два раза с «борта № 24», и один — с «борта № 25»). Все намеченные цели были уничтожены в установленные сроки.

Лётчики, входившие в состав БУГ, в интервью программе «Смотр» так отзывались о Ка-50: 
На фоне боевого применения по сравнению с вертолётом Ми-24, ну скажем так, на голову выше, на порядок лучше себя зарекомендовал этот вертолёт в плане и навигации, в плане эффективности боевого применения, поэтому по результатам этой командировки отношение к этому вертолёту самое отличное. Более того, в плане аэродинамики он превосходит значительно все вертолёты нынешние, я имею в виду те, которые находятся в армии.
В целом, результаты применения БУГ в составе двух Ка-50 и одного Ка-29ВПНЦУ, в условиях реальной боевой обстановки, были признаны положительными. Вертолёт подтвердил свои изначально высокие боевые качества. Проверка «Чёрных акул» проходила в сложных метеоусловиях и в горной местности. При этом система АБРИС зарекомендовала себя весьма положительно. По оценкам пилотов, мощное бронирование кабины и наличие системы спасения оказывало благоприятное действие на психику экипажей, что в сочетании с высокой автоматизацией полёта существенно снижало нервно-психическое напряжение пилота, увеличивая продуктивность его действий.
Основными замечаниями, высказанными военными по результатам боевой работы БУГ, была констатация фактов отсутствия авиационного тренажёра для отработки пилотирования, применения вооружения и совершенствования алгоритмов управления Ка-50, отсутствия специализированного вертолёта управления боевой группой Ка-50 (более подходящего для этой цели Ка-52 вместо Ка-29ВПНЦУ), а также отсутствия в войсках наземных средств целеуказания. Высказывалось требование необходимости дооборудования Ка-50 круглосуточной обзорно-прицельной системой и светотехническим оборудованием кабины, адаптированным для использования пилотом очков ночного видения, которые позволили бы совершать полёты ночью.

## Модификации
Международный авиационно-космический салон (МАКС)
| Название модели   | Краткие характеристики, отличия. |
| ----------------- | --- |
| В-80              | Лётные прототипы (опытные вертолёты) бортовые № 010, 011, 012, 014, 015 (последний экземпляр — так называемый «эталон», снимался в кинофильме «Чёрная акула», в 1999 году передан Минобороны России, впоследствии получив бортовой № 25). Ещё 2 нелётных экземпляра были построены в качестве опытных лабораторий для проведения статических проектных испытаний. |
| Ка-50             | Серийная модификация (лётные экземпляры, начиная с головного — бортовой № 018, и т. д.). |
| Ка-50Н            | В-80 бортовой № 014 (4-й лётный экземпляр), переоборудованный в 1999 году во второй прототип ночной модификации Ка-50Н (после переименования первого прототипа в Ка-50Ш). От прототипного экземпляра отличался смонтированными в подфюзеляжной носовой части гиростабилизированными оптико-электронными системами ГОЭС-520 и ГОЭС-330. |
| Ка-50Ш            | Ка-50 бортовой № 018 (головной серийный лётный экземпляр) — первый прототип ночной модификации для круглосуточного выполнения боевых задач, разработанный на основании постановления правительства 1987 года № 1420-355, и переоборудованный из серийной модификации в 1996—1997 годах. Первоначально имел обозначение Ка-50Н «Ночная акула». Отличался верхним расположением установленной в носовой части оптико-электронной системой (ОЭС) «Самшит-50», имеющей ночной тепловизионный канал, а также нижним, стандартным расположением прицельного комплекса «Шквал-В», сопряжённого с ОЭС «Самшит-50». Кроме того имелся надвтулочный обтекатель для РЛС (позднее, с целью уменьшения массы вертолёта, от идеи размещения РЛС в надвтулочном обтекателе отказались в пользу варианта установки РЛС в носовой части, реализованной на Ка-52). Первый полёт прототип ночной модификации совершил 5 марта 1997 года. Спустя некоторое время первый прототип ночной модификации Ка-50Н (бортовой № 018) был переименован в Ка-50Ш. От первоначального варианта ночной модификации отличался перекомпонованной носовой частью: верхним расположением прицельного комплекса «Шквал-В» (впоследствии заменён на ГОЭС-521), и нижним расположением ОЭС «Самшит-50Т» (впоследствии заменена на ГОЭС-451), соответственно с дневным и ночным тепловизионным каналами прицельно-пилотажно-навигационного комплекса «Рубикон-Н» (перекомпоновка произведена спустя несколько месяцев после первого полёта, в том же 1997 году). Была добавлена аппаратура спутниковой навигации, заменены некоторые узлы электронной и оптической аппаратуры. Перекомпонована и дополнена авионика кабины пилота. С 2005 года носил бортовой № 18. |
| Ка-50-2 «Erdoğan» | Прототип модифицированного варианта Ка-50 с тандемным расположением экипажа, модифицированным вооружением и электроникой (существовал лишь в виде полноразмерного макетного экземпляра). Создан для участия в тендере, объявленном Турцией в 1997 году. В разработке электроники принимали участие израильские специалисты. |
| Ка-52 «Аллигатор» | Модифицированный двухместный ночной вариант Ка-50. До прекращения серийного производства Ка-50 в 2009 году в качестве специфики боевого применения Ка-52 предусматривалось выполнение им задач командирской машины армейской авиации, осуществляющей разведку местности, целеуказание и координацию действий группы боевых вертолётов. Помимо выполнения разведывательно-боевых функций, Ка-52 может выполнять роль учебно-тренировочной машины. Вариант корабельного базирования Ка-52К может оснащаться сравнительно более мощным, чем большинство ударных вертолётов армейской авиации, комплексом управляемого вооружения (КУВ) «Гермес-А» с максимальной дальностью стрельбы 15—20 км[⇨]. |

## На вооружении
- ВВС России — 12 (все машины в составе 344 ЦБП и ПЛС АА)[47][48]. С 2011 года в полётопригодном состоянии находятся 6 машин, которые продолжают службу только в качестве учебных. Остальные списаны или используются как учебные пособия[49]. В настоящее время Ка-50 не эксплуатируются[1].

## Тактико-технические характеристики
- подвешено:  - установка УПП-800 c 6 ПТУР «Вихрь»,
  - блок Б-8В20А c 20 × 80-мм НАР С-8;
- на земле:  - 5 × 80-мм НАР С-8 (отдельно) и блок Б-8В20А,
  - контейнер УПК-23-250 c 23-мм 2-ствольной пушкой ГШ-23Л

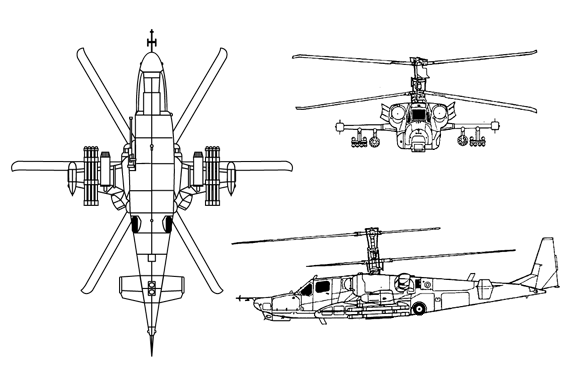
Три проекции Ка-50

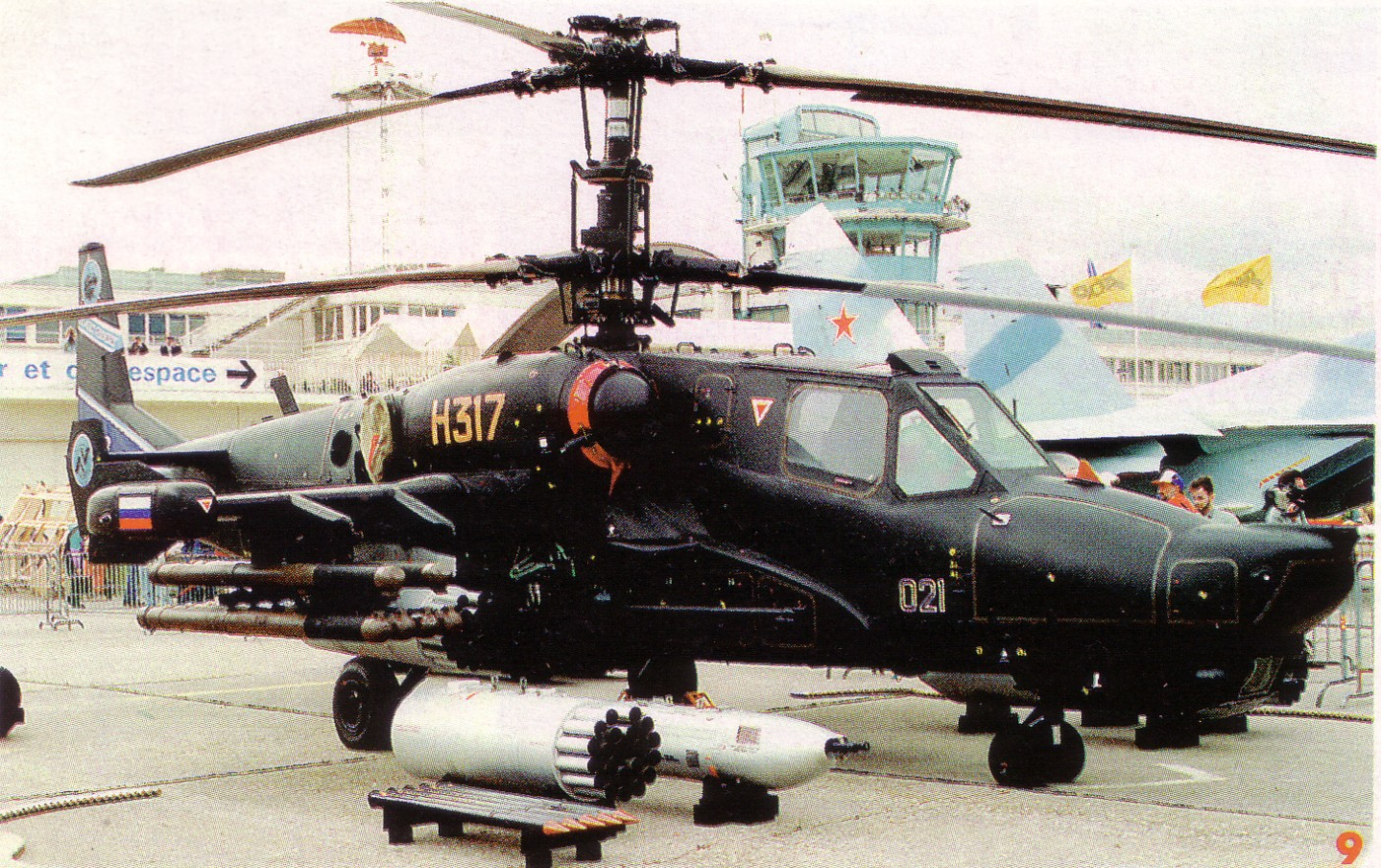
Образцы вооружения Ка-50 на авиасалоне Ле-Бурже’1993. Подвесное вооружение (слева направо):
- подвешено:
- установка УПП-800 c 6 ПТУР «Вихрь»,
- блок Б-8В20А c 20 × 80-мм НАР С-8;
- на земле:
- 5 × 80-мм НАР С-8 (отдельно) и блок Б-8В20А,
- контейнер УПК-23-250 c 23-мм 2-ствольной пушкой ГШ-23Л

Приведённые характеристики соответствуют серийной модификации Ка-50.
Источник данных: Мазепов и др., 1997, с. 60—99.

Технические характеристики
- Экипаж: 1 человек
- Длина: 15,60 м (с вращающимися винтами)
- Диаметр несущего винта: 14,45 м
- Размах крыла: 7,34 м
- Высота: 4,90 м
- Нормальная взлётная масса: 9800 кг
- Максимальная взлётная масса: 10 800 кг
- Масса топлива во внутренних баках: 1870 л
- Масса топлива в подвесных топливных баках: 4 × 550 л (вариант без УПП-800)
- Силовая установка: 2 × ТВаД ТВ3-117ВМА
- Мощность двигателей: 2 × 2200 л. с.
- Вспомогательная силовая установка: 1 × ГТД АИ-9В

Лётные характеристики
- Максимально допустимая скорость: 350 км/ч
- Максимальная скорость: 310 км/ч
- Крейсерская скорость: 255 км/ч
- Практическая дальность: 450 км
- Перегоночная дальность: 1100 км
- Статический потолок: 4000 м
- Динамический потолок: 5500 м
- Скороподъёмность: 10 м/с (на высоте 2500 м)
- Максимальная перегрузка: 3,5 g

Вооружение
- Стрелково-пушечное: 

  - 1 × 30-мм пушка 2А42 во встроенной установке НППУ-80 (боезапас — 460 выстрелов 30 × 165 мм[15][50]; селективное боепитание, переменный темп стрельбы)
  - 2 × 23-мм 2-ствольных пушки ГШ-23Л в подвесных контейнерах УПК-23-250 (боезапас — 2 × 250 выстрелов 23 × 115 мм)
- Точки подвески: 4
- Боевая нагрузка: до 2000 кг
- Управляемые ракеты: 

  - 2 × 6 ПТУР 9А4172 «Вихрь» на пусковых установках УПП-800
- Неуправляемые ракеты: (вариант без УПП-800)
  - 4 × 5 — 122-мм НАР С-13 в блоках Б-13Л5
или
4 × 20 — 80-мм НАР С-8 в блоках Б-8В20А
- Бомбы: 4 авиабомбы массой до 500 кг каждая (вариант без УПП-800)

## Катастрофы
- 3 апреля 1985 года на опытной машине В-80 (бортовой № 010) разбился известный лётчик-испытатель Герой Советского Союза Евгений Ларюшин.
- 17 июня 1998 года в Торжке на вертолёте Ка-50 (бортовой № 22) разбился начальник 344 ЦБП и ПЛС АА Герой Российской Федерации генерал-майор Борис Воробьёв.

## В киноискусстве
Вертолёт Ка-50 «дебютировал» в 1993 году — в российском приключенческом военном боевике «Чёрная акула».

## Памятник
9 сентября 2016 года на площади Славы города Арсеньева, расположенной в непосредственной близости от АО «Арсеньевская авиационная компания „Прогресс“ им. Н. И. Сазыкина», установили на постамент знаменитый боевой вертолёт Ка-50 «Чёрная акула» (заводской № 3538052402045, серийный № 02-03, бортовой № 21, перед установкой на постамент нанесён бортовой № 50, выпущен 8 июня 1994, налёт — 85 часов). Машина, которая в своё время прославила Арсеньев на всю страну и даже стала его брендом, установлена в честь 80-летия предприятия.